# Rush University
Die Rush University ist eine in Chicago ansässige privat geführte medizinische Universität. Angeschlossen ist eine Universitätsklinik, das Rush University Medical Center.

## Geschichte
Der Vorläufer der heutigen Universität wurde 1843 als Rush Medical College gegründet. Das College wurde nach Benjamin Rush benannt, einem Arzt und einem der Gründerväter der Vereinigten Staaten. Als Lehrkrankenhaus diente das Presbyterian Hospital in Chicago. 1898 wurde die Hochschule der University of Chicago angeschlossen um 1942 die vorklinische Ausbildung einzustellen. Das Presbyterian Hospital blieb als Lehrkrankenhaus erhalten und fusionierte 1956 mit dem St. Luke’s Hospital.
1971 wurde das Rush Medical College wiedergegründet um den steigenden Bedarf an Ärzten im Bundesstaat zu decken. Die Hochschule fusionierte mit dem St. Luke’s Hospital zum Rush-Presbyterian-St. Luke’s Medical Center. Die Umbenennung zum heutigen Namen erfolgte 2003, wobei das Krankenhaus den Namen Rush University Medical Center erhielt.

## Colleges
Die Universität ist in vier verschiedene Colleges aufgeteilt:
- Das Rush Medical College für die Ausbildung von Ärzten
- Das College of Nursing für die akademische Ausbildung in Pflegeberufen
- College of Health Science für die Ausbildung im Bereich der Medizintechnik
- Graduate College für postgraduate Studien.